# Haasttse-baad Tessera
L'Haasttse-baad Tessera è una struttura geologica della superficie di Venere.